# Claude Harris, Jr.

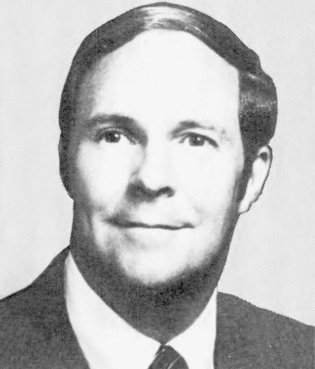
Claude Harris

Claude Harris, Jr. (* 29. Juni 1940 in Bessemer, Alabama; † 2. Oktober 1994 in Birmingham, Alabama) war ein US-amerikanischer Jurist und Politiker (Demokratische Partei).

## Werdegang
Claude Harris graduierte 1962 an der University of Alabama in Birmingham mit einem Bachelor of Science. Dann besuchte er deren School of Law, wo er 1965 seinen Abschluss machte. Seine Zulassung als Anwalt erhielt er im gleichen Jahr. Harris war zwischen 1965 und 1976 stellvertretender Staatsanwalt im Tuscaloosa County. Danach war er zwischen 1977 und 1985 als Amtsrichter tätig. Ferner diente er in der Alabama Army National Guard.
Harris verfolgte ebenfalls eine politische Laufbahn. Er wurde in den 100. US-Kongress gewählt und in die zwei nachfolgenden Kongresse wiedergewählt. Harris entschied sich 1992 gegen eine Kandidatur für den 103. US-Kongress. Er gehörte dem US-Repräsentantenhaus vom 3. Januar 1987 bis zum 3. Januar 1993 an. Danach war er zwischen 1993 und 1994 als Bundesstaatsanwalt für den nördlichen Distrikt von Alabama tätig. Er starb 1994 in Birmingham, sein Leichnam wurde dann nach Tuscaloosa überführt, wo er auf dem Memory Hill Gardens beigesetzt wurde.